# Сирятіно
Сиря́тіно (рос. Сырятино, ерз. Сырятино) — село у складі Чамзінського району Мордовії, Росія. Входить до складу Великомаресевського сільського поселення.

## Населення
Населення — 16 осіб (2010; 40 у 2002).
Національний склад (станом на 2002 рік):
- росіяни — 95 %